# 海の民
海の民（うみのたみ、英語: Sea Peoples, Peoples of the Sea）は、古代の東地中海沿岸の各国（エジプトなど）へ海から侵攻した集団を指す。侵攻を受けたことが原因で不安定となり滅びた国・都市も少なくないと考えられている。そのような集団・傭兵の活動は古代資料に残るが、この語自体は後世に作られた。
古代エジプトでは、第19王朝のメルエンプタハ5年、第20王朝のラムセス3世5年に、このような連合集団による侵犯が古代資料に記録されており、1881年にガストン・マスペロが「海の民」と命名した。

## 歴史的記録

### ペルイレルの戦い
確実に海の民であるとはっきり特定できる最初の言及は、メルエンプタハ（前1213年 - 前1204年）の時代の石碑 に見える。メルエンプタハ5年（前1208年）の文書  では、古代リビア人及び海の民の連合軍の侵略に打ち克ち、6,000人の兵を殺し9,000人の捕虜を得たと書かれている（ペルイレルの戦い、Battle of Perire）。
このときの海の民は、アカイワシャ人・ルッカ人・トゥルシア人・シェルデン人・シェケレシュ人の5つの集団から構成されていたことが記録されている。各集団は以下のように比定されている。
- アカイワシャ人 - ホメロスの伝えるところのアカイア人、すなわちミケーネ文明の担い手であったギリシア人
- ルッカ人 - 小アジア南西部のリュキア人（アナトリア語派）
- トゥルシア人 - エトルリア人
- シェルデン人 - サルデーニャ人
- シェケレシュ人（Shekelesh） - シチリア人

なお、アカイアは紀元前15世紀から紀元前13世紀ごろにはオリエント世界ではアヒヤワとして知られた勢力で、ルッカ人やシェルデン人は海の民出現に先立つ紀元前1286年にはヒッタイトとエジプトが戦ったカデシュの戦いにおいて両陣営の傭兵として活動していたことが記録されている。また、紀元前14世紀中葉のアマルナ書簡でルッカ人の海賊、シェルデン人の王について言及したものが知られる。
つまり、海の民として連合してエジプトなどを侵攻した海上勢力は目新しいものであったが、その個々の構成要素となる集団は、それ以前から地中海世界或いはオリエント世界では知られていた存在であった。彼らの大規模な移動と侵略行為は、紀元前1400年ごろのミノア文明の崩壊から紀元前1120年ごろのドーリス人のギリシア定着と先住ギリシア人の小アジアへの移住定着に至る、約300年間に及ぶ東地中海世界の混乱の過程のひとつとして引き起こされたものと考えられている。研究者には、トロイア戦争におけるギリシア（アカイア）側の予言者モプソスの活動を海の民の集団の指導者と結び付けて考えている者もいる。

### デルタの戦い

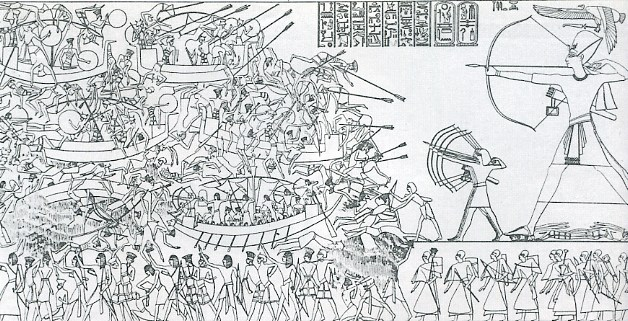
デルタの戦い。「海の民」と戦うエジプト第20王朝のファラオ・ラムセス3世（メディネト・ハブのラムセス3世葬祭殿の浮き彫り）。

ペルイレルの戦いから約30年後、ラムセス3世はまた別にペリシテ人と連合した海の民の侵攻に対処しなければならなかった（デルタの戦い）。彼がテーベに葬祭神殿には、ラムセスが、いかなる国もその前に立ちはだかることは出来ないといわれ、ヒッタイト・キズワトナ・カルケミシュ・アルザワ・アラシアの諸勢を撃破し彼らの都市を壊滅せしめた海の民の勢力と如何にして海戦で破ったかが述べられている。彼はこの時に侵攻した海の民を構成した諸族の名前を示している。ペリシテ人・チェケル人・シェケレシュ人（Shekelesh）・デネン人・ウェシェシュ人（Weshesh）である。しかし、このリストはメルエンプタハの勝利の石碑に書かれたものを含んでおり、かつ、ラムセスが神殿の壁に創作の勝利を記述していることなどから、エジプト学者の中には、ラムセスは実際には海の民と戦わず、ただ、メルエンプタハの事蹟をファラオに共通する課題として、自らのものとして主張したに過ぎないとする説もある。
ラムセスが戦った海の民にはメルエンプタハの時代には記録されなかった集団がいくつか加わっているが、その中にペリシテ人とチェケル人がある。ペリシテ人は考古学的にミケーネ文明を担った集団の文化を持っていたことが確認されており、ギリシア世界の出身と考えられている。またチェケル人はその集団名をトロイア戦争当時のイリオス王プリアモスの6代前の始祖テウクロスと結びつける説があり、トロイア戦争として後世伝えられた歴史事件の両陣営ともが海の民に加わっていたことになる。
海の民は、紀元前12世紀初頭のものと推定される別の記録群にも表れている。ウガリット王のアンムラピ（Ammurapi, c.紀元前1191年-紀元前1182年）は、ヒッタイト王シュッピルリウマ2世より、「船上で生活する Shikalayu 」について警告を受けている。これはメルエンプタハのリストにあるシェケレシュ人と同じ人々であると見られる。このこととウガリット王が通信を受け取った少しの後に顛覆せられ、ウガリットの都市が略奪に遭い居住不能になったこととは関係があるかもしれない。

## 海の民を巡る仮説

「海の民」の移動

紀元前1200年の前後5年間の間に発生した複数の文明の突然の終焉は、多くの古代の歴史家に海の民がヒッタイト、ミケーネ文明、ミタンニ王国の崩壊の原因となったという仮説を提唱させることになった。しかし、マーク・ヴァン・デ・ミエループ（コロンビア大学教授）らはいくつかの問題からこの説に反対している。グリマルは、アッカド人が Habiru と呼ぶ、定住地の外縁に居住していたグループによってミタンニ・アッシリア・バビロニアが滅ぼされたとするほうが適当であると論じた。また、ラムセス3世が防いだという海の民の攻撃の目的は、彼の神殿の壁に誇大して勝利が記録された小戦闘以上のものではないと述べる。ウガリットの考古学的遺跡から明らかになることで、アシュケロンとハツォルが殲滅せられたのはこのときでもカルケミシュやそれと同じ地域にある都市のビブロスやシドンは無傷でいた。
別の仮説では、彼らの記録された名前に基いて、海の民はこの時代のギリシア人移住、或はギリシア語を話す侵入者（"Ekwesh" はアカイア人、デネン人はギリシア人の古名である Dananoi に同定される）がきっかけとなって形成された人々であるとされる。この説ではペリシテ人はギリシア語話者集団の一部であるとほのめかされる。海の民は初期のいくぶんか文化されたギリシアのミケーネ文明の都市国家の人々が、数十年に及ぶ凄惨な闘争で同士討ちしたものであったとして、この説をドイツ人の考古学者 Eberhard Zagger が2001年初頭にドイツで再提唱した。他の侵略者は少数、あるいは皆無で、またエーゲ海文明のギリシア語話者集団からのほんのわずかな違いがあったのみであろう。当時、ギリシア語の古い書字法である線文字Bなどを使って複雑な音韻を表記できるものは少数であったから、識字度は高くなかった都市国家には戦争の同胞殺しの本質を記述できるような日常生活での文書は比較的少なかった。対照的に、紀元前800年ごろに古代ギリシアで登場した完成度の高いアルファベットの書記法は習得も使用も比較的容易で、創作・非創作を問わずさまざまな文書の作成を促した。
さきの関係する記録の原文の解釈と対比すると、考古学的な記録からは中央ヨーロッパやイタリア半島からきた人々が海の民の事件に関係しただろうと信じうる確固たる論拠を導くことができる。海の民によって焼き尽くされたと考えられている都市の炭化した遺構の上に建てられた構造物の遺跡からは、多量のイタリアの型である陶器や青銅の武器が発見されている。海の民は確かにイタリア人だと同定する試みがなされている。例えば、シェケレシュ（Shekelesh）はシチリアにいた古代人に同定できると考える学者がいる。
加えて、飾りのない中欧型のブローチや琥珀のビーズも複数の都市で発見されている。いずれの物品も海の民以前のその土地の遺物の記録には現れないものである。また、ハンガリーや中央ドイツから発掘された紀元前1800-1600年にかけてのナイフやコップに、イタリア様式のナイフやコップが強い類似を示しているのを記すに足る。
海の民の蹂躙により豊かな都市がいくつも崩壊されたのには疑いようがない。彼らはこの富を維持しようとはせず、遺構の上に低文化・経済水準の定住地を築いた。これはそれらの都市の象徴するものへの深い軽蔑を示す。ホメロスの作品を手引きに考えるならヘラディック期後期 (Late Helladic, LH) の戦士階級が戦利品を捨てたろうというのはありそうもないことである。
そのため海の民は誰であったかということの別の説を探す気になる。文献や遺物の記録はギリシアとエジプトの国家が北や西からの傭兵を活用したと示している。これらの傭兵の集団が数多くの社会構造、特にギリシアや近東の硬直した国家構造を破壊するために土地の奴隷層と同盟したという可能性が出てくる。
紀元前12世紀のいつごろかに、海の民の連合を見捨ててイスラエルの部族連合に入ったと考えてダン族を海の民の一つの "Danua" やデナイ人に比定する学者がある。このような比定は士師記にあるダン人とペリシテ人の根深い敵意を説明もするだろう。
前1200年のカタストロフの後、ギリシャは暗黒時代に入り、そのかわりにフェニキア、カナン地方が交易、海賊行為で隆盛を極めたことから、彼らが海の民に関係しているという説、海賊の寄留地として栄えたという説がある。